# 雅普-克林格曼反应
Japp–Klingemann反应（Japp–Klingemann reaction），以化学家 Francis Robert Japp 和 Felix Klingemann 的名字命名。
β-酮酸或β-酮酯与芳基重氮盐反应制取腙。
反应产物腙常用作有机合成中间体。例如，如下腙在强酸存在下可发生 Fischer 吲哚合成，转变为吲哚的衍生物。

## 反应机理
首先β-酮酯的α-碳的去质子化，产生烯醇负离子，该离子然后对重氮盐的末端氮进行亲核进攻，生成偶氮化合物 (3)，这个中间体有时可以分离出来。 (3) 与氢氧根离子的加成产物 (4) 发生裂解，得到羧酸 (6)和脱去质子的腙 (5)；两者发生质子交换，便得到最终产物芳香腙 (7)。